# بيتر باوم
بيتر باوم (بالإنجليزية: Peter Baum)‏ هو لاعب اللاكروس أمريكي، ولد في 14 ديسمبر 1990 في سياتل في الولايات المتحدة.